# تل قاسم‌آباد علی رسیده
تل قاسم‌آباد علی رسیده مربوط به دوره ساسانیان - سده‌های اولیه دوران‌های تاریخی پس از اسلام است و در شهرستان پاسارگاد، بخش مرکزی، دهستان کمین، روستای علی رسیده، جنب جاده فرعی آموزشگاه به علی رسیده واقع شده و این اثر در تاریخ ۳۰ بهمن ۱۳۸۶ با شمارهٔ ثبت ۲۰۸۴۷ به‌عنوان یکی از آثار ملی ایران به ثبت رسیده است.